# Гепатит E
Гепатит Е — гостре інфекційне захворювання, яке за клінічними проявами подібне до гепатиту А, передається завдяки фекально-оральному механізму передачі інфекції, має доброякісний перебіг, однак у вагітних та породіль, рідше в осіб з імунодефіцитом, характеризується тяжким перебігом із частим розвитком печінкової енцефалопатії і високою летальністю.
Гепатит Е є кишковою інфекцією, яка зазвичай проходить самостійно. Поширюється через забруднену фекаліями воду в ендемічних районах або через споживання непровареного або недовареного м'яса. Можуть виникати епідемії. Гепатит Е має багато подібностей з гепатитом А. Асоціюється з хронічним гепатитом у реципієнтів із трансплантатом солідних (медулярних) органів, пацієнтів, інфікованих вірусом імунодефіциту людини (ВІЛ), та у пацієнтів, які лікуються ритуксимабом від неходжкінської лімфоми. Дослідження показало, що серед пацієнтів, які отримують гемодіаліз, виявлено високу серопревалентність імуноглобуліну G (IgG) проти вірусу гепатиту E, однак ознак хронічної інфекції не виявлено. Перебіг інфекції має дві фази: продромальну фазу та фазу жовтяницю. Хвороба проходить самостійно. Загальний рівень летальності досягає 4 %.

## Історичні факти
У 1955—1956 роках в Індії сталася серйозна епідемія гострого гепатиту, що уразила понад 29 тисяч осіб. Причиною стало попадання стічних вод у питну воду. Через кілька десятиліть після неї при ретроспективному дослідженні зразків крові пацієнтів було виділено вірус, який тоді назвали вірусом гепатитом ні А, ні В із фекально-оральним механізмом передачі. У наступні роки значні епідемії цього гепатиту з великою кількістю захворілих зареєстровані в Китаї (119 тисяч, 1986—1988 рр.) та Індії (79 тисяч хворих, 1991 р.).
Вперше збудник, описаний радянським вірусологом М. С. Балаяном із співавторами в 1983 році за даними обстеження екскрементів добровольця, експериментально зараженого матеріалом від хворих на гепатит людей. Назва гепатит «Е» відповідала алфавітному порядку, оскільки в той час віруси гепатитів А, В, С і D вже були визначені, як такі, що зумовлюють вірусний гепатит у людини. 1990 року американський вірусолог Д. Рейз із співавторами вперше здійснив молекулярне клонування цього вірусу.

## Актуальність
Повідомляється, що глобальний тягар гепатиту Е становить щонайменше 20 млн випадків на рік, з яких 3,3 млн є симптомними, із 70 000 смертельних випадків і 3 000 мертвонароджених. 
Остання епідемія відбулася впродовж січня-квітня 2024 року в Чаді, у двох медичних районах провінції Уаддай, а саме Адре та Хаджер-Хадід. Серед 2092 підозрілих випадків (включаючи 27 вагітних жінок) 103 (4,9%) були місцевими жителями, а 1989 (95%) були зареєстровані в сімох таборах біженців і з транзитних місць.

## Етіологія
Збудник — вірус гепатиту E (HEV). Розмір вірусних частинок становить 32-34 нм, геном представлений однонитковою РНК. Вірус порівняно нестійкий у зовнішньому середовищі, гине при кип'ятінні, під впливом антисептиків, однак може тривало зберігатися в прісній воді.

## Епідеміологічні особливості
Рівень антитіл до вірусу гепатиту Е помітно збільшується з віком, від менше ніж 10 % серед осіб у віці 6-19 років до понад 40 % серед осіб старше 60 років. Ідентифіковано п'ять генотипів вірусу. Генотипи 1 і 2 вважаються вірусами людини (антропонозними); тоді як генотипи 3 і 4 є зоонозними і були виділені як від людей, так і тварин (свиня, кабан, олень), а генотип 7 переважно уражає дромадерів (одногорбий верблюд). Вірус виділяється з випорожненнями інфікованих людей і деяких тварин, переважно свиней. Вважається, що від птиць передавання вірусу людям не відбувається.
Найпатогеннішим та найбільш епідеміологічно небезпечним для людей є генотип 1, на відміну від нього, генотипи 3 та 4 переважно спричинюють спорадичні випадки. Поширеність генотипів, питома вага різних шляхів передачі інфекції, особливості перебігу хвороби істотно відрізняються в ендемічних районах світу, порівняно з неендемічними.
Зараження зазвичай пов'язане з подорожами в ендемічні райони, такі як Китай, Непал, Індія, південно-західна Франція, країни Північної Африки та Борнео. Іншими методами поширення в автохтонних (неендемічних) районах є контакт зі свинями та споживання недовареної свинини, оскільки тестування зразків свинячої печінки та ковбаси виявило РНК HEV у високому відсотку.
Забруднення водопостачання фекаліями людини є частим джерелом епідемій гепатиту E. Найбільша була зареєстрована у Північно-Східному Китаї, де 100 000 людей постраждали між 1986 і 1988 роками. Резервуар достеменно невідомий, але вважається, що вірус може передаватися тваринами. Епідемії гепатиту Е, що передаються через воду, уражають переважно молодь, причому частота клінічних нападів найвища серед людей віком 15-35 років. У більшості спалахів чоловіки клінічно інфіковані в 2-5 разів частіше, ніж жінки.

## Патогенез
Має дві фази: продромальну та жовтяниці. Хвороба проходить самостійно. Чи розвиваються захисні імуноглобуліни проти майбутнього повторного зараження, залишається невідомим.
Місцем первинної реплікації вірусу є травний, звідти він через портальну вену потрапляє в печінку, де розмножується в цитоплазмі гепатоцитів і надходить у кров і жовч. Тимчасова вірусемія виникає переважно під час продромального періоду і зникає з початком клінічних симптомів. Заразливість хворого пов'язана з виділенням вірусу з калом, яке починається за кілька днів (5 днів у середньому) до жовтяниці і триває близько двох тижнів.
Макроскопічно виявляються гепатомегалія, рідше спленомегалія, а також збільшення мезентеріальних і печінкових лімфатичних вузлів. Патоморфологічні знахідки не мають яких-небудь специфічних рис, властивих саме цій хворобі й, загалом, відповідають змінам при класичних і холестатичних варіантах вірусних гепатитів. При класичному, доброякісному перебігу вірусного гепатиту Е в біоптатах виявляється вогнищевий некроз із помірною інфільтрацією купферовскіх клітин і поліморфноядерних лейкоцитів, балонна дистрофія і ацидофільна дегенерація гепатоцитів, розширення внутрішньопечінкових жовчних протоків, особливо помітне в центрі часточок.
Для фульмінантному перебігу гепатиту E притаманні масивні зливні некрози з повним порушенням структури печінкової тканини. Саме такі зміни спостерігаються у вагітних жінок. Вважається, що високий рівень стероїдних гормонів при вагітності може сприяти реплікації вірусу. Стероїдні гормони є імуносупресорами, а також здатні безпосередньо пригнічувати функціональний потенціал гепатоцитів, що може призводити до дисфункції печінки або її недостатності при впливі деяких інфекційних патогенів. Також було встановлено зниження рівня CD4 і підвищення CD8 у інфікованих вагітних жінок із фульмінантною печінковою недостатністю. У вагітних жінок з гепатитом Е виявлена генералізована імуносупресія із значним зниженням клітинного імунітету. Таким чином, складна взаємодія між вірусом, хазяїном, імунологічними і гормональними факторами при вагітності в сукупності призводять до тяжкого пошкодження печінки, найімовірніше, імунологічного характеру. Фульмінантний перебіг гепатиту Е зареєстрований також у осіб зі скомпрометованою до цього печінкою.
Специфічні антитіла IgM виробляються через 2-3 тижні після інфікування і зникають через 4-6 місяців. Вони передують появі IgG. Після захворювання виникає тривалий імунітет, проте він не довічний, можливе повторне зараження.
Повідомляється про наявність позапечінкових проявів гепатиту Е у осіб з імунодефіцитом, інфікованих 3-м генотипом вірусу, у вигляді полірадікулонейропатій, енцефалітів, невритів, синдрому Гієна-Барре, при цьому у всіх цих хворих в лікворі виявляється РНК вірусу гепатиту E. Хронічні форми гепатиту Е не виділяються, але є повідомлення про те, що цей вірус може бути причиною хронічного гепатиту у пацієнтів із трансплантацією органів. Припускають, що іноді гепатит Е, спричинений 3-м генотипом, можна вважати опортуністичною інфекцією у осіб із вираженими порушеннями імунітету.

## Клінічні прояви
Згідно з МКХ-10 у блоці «Вірусний гепатит», підкласі «Інші гострі вірусні гепатити» виділяють «Гострий ВГЕ» (В17.2). Типові клінічні прояви гепатиту Е нагадують такі у гепатиту А, хоча гепатит Е перебігає певною мірою тяжче. Інкубаційний період гепатиту Е становить від 15 до 60 днів, у перебігу хвороби виділяють 2 періоди — продромальний (переджовтяничний) і жовтяничний.
Переджовтяничний період триває зазвичай 1-2 тижні й супроводжується грипоподібним, астеновегетативним, диспепсичним синдромами. Грипоподібний синдром проявляється слабше ніж при вірусному гепатиті A, характеризується підвищенням температури тіла в межах до 39 °C, упродовж 3-5 діб, ломотою в тілі, без ознак респіраторних проявів. Жовтяничний період триває 7-14 днів, характеризується розвитком жовтяниці із нерідким холестатичним компонентом, частим свербінням шкіри. Можлива поява пухирного висипу, а також діареї. При обстеженні виявляється чутливість у правому підребер'ї, гепатомегалія, рідше — спленомегалія.
Часте виявлення антитіл до вірусу гепатиту E серед мешканців ендемічних та неендемічних регіонів за відсутності гострого гепатиту в анамнезі, вказує, що безсимптомний перебіг ВГЕ-інфекції є поширеним явищем. В інших випадках перебіг гепатиту Е частіше легкий, рідше середньотяжкий. Але в деяких випадках захворювання може перебігати вкрай тяжко, супроводжуватися розвитком гострої фульмінантної печінкової недостатності, різко вираженим геморагічним синдромом і закінчуватися смертю пацієнта. Особливо часто тяжкий перебіг спостерігається у жінок в III триместрі вагітності з різким погіршенням стану напередодні пологів або відразу після них, з частою антенатальною загибеллю плоду, високою летальністю.
Прогноз зазвичай сприятливий (загальна летальність досягає 4%), окрім випадків фульмінантного гепатиту у вагітних, коли летальність досягає 25%. Перебіг ускладнюється часто гострим панкреатитом, у хворих із дефіцитом глюкозо-6-фосфатдегідрогенази може розвинутися гіпербілірубінемія з вираженими явищами гемолізу. У хворих з імунодефіцитом, особливо при хронічному перебігу гепатиту Е, можливі неврологічні ускладнення у вигляді енцефаліту, полірадікулонейропатії, невритів, синдрому Гієна—Барре, зрідка розвиток міокардиту, пневмонії.

## Діагностика
Ґрунтується на даних епідеміологічного анамнезу (важливе значення має факт відвідин ендемічної по гепатиту Е місцевості) та результати лабораторного обстеження. За наявності в неендемічному районі у хворого проявів гострого вірусного гепатиту, які нагадують прояви гепатиту А, проте маркери останнього при цьому не виявляються, то в такому випадку потрібно проводити обстеження на наявність маркерів гепатиту Е. 
При лабораторному обстеженні в крові хворих на гепатит Е виявляється ще в переджовтяничному періоді тенденція до лейкопенії, лімфоцитозу, підвищення активності АлАТ і АсАТ, яке передує збільшенню рівня білірубіну.
Специфічна діагностика гепатиту Е полягає у виявленні в крові РНК вірусу в ПЛР. У розпал хвороби віруси безпосередньо можуть бути виявлені в калі та жовчі за допомогою електронної мікроскопії. Для виявлення специфічних IgM та IgG використовують ІФА, імуноблотинг. Титр IgM досить швидко знижується і через 6 місяців після зараження вони практично не виявляються. IgG зберігаються значно довше, хоча терміни їхнього фактичного перебування в крові невідомі.

## Лікування
Основою лікування є патогенетична терапія. За значної інтоксикації проводиться дезінтоксикаційна терапія. За розвитку дегідратації внаслідок блювання та проносу здійснюється регідратація сольовими розчинами. Інтенсивна терапія проводиться пацієнтам із фульмінантним гепатитом. Пацієнтам з блискавичною печінковою недостатністю та тяжкою гострою печінковою енцефалопатією слід здійснити негайно трансплантацію печінки.

## Профілактика
Поліпшення санітарно-гігієнічних умов є найбільш важливим заходом, якій складається зі знезараження відходів життєдіяльності людини, введення якісних стандартів громадського водопостачання, поліпшення особистих санітарно-гігієнічних навичок та безпечного приготування їжі. Мандрівники в ендемічні райони мають утримуватися від використання води з непевних джерел, а також вживання сирих молюсків, фруктів і овочів. 
Рекомбінантна вакцина проти вірусу гепатиту E доступна в деяких країнах, як то Геколін в Китаї. Показала високу ефективність проти генотипів 1 і 4. Проте не вивчений ефект її при застосуванні у пацієнтів з імуносупресією. Станом на початок 2022 року тридозова вакцина Геколін використовувалася лише в межах Китаю для осіб, які подорожують за кордон до регіонів із високим ризиком гепатиту Е